# 緑岩古墳
緑岩古墳（みどりいわこふん）は、広島県三次市南畑敷町にあった古墳。形状は円墳。現在では墳丘は失われている。

## 概要

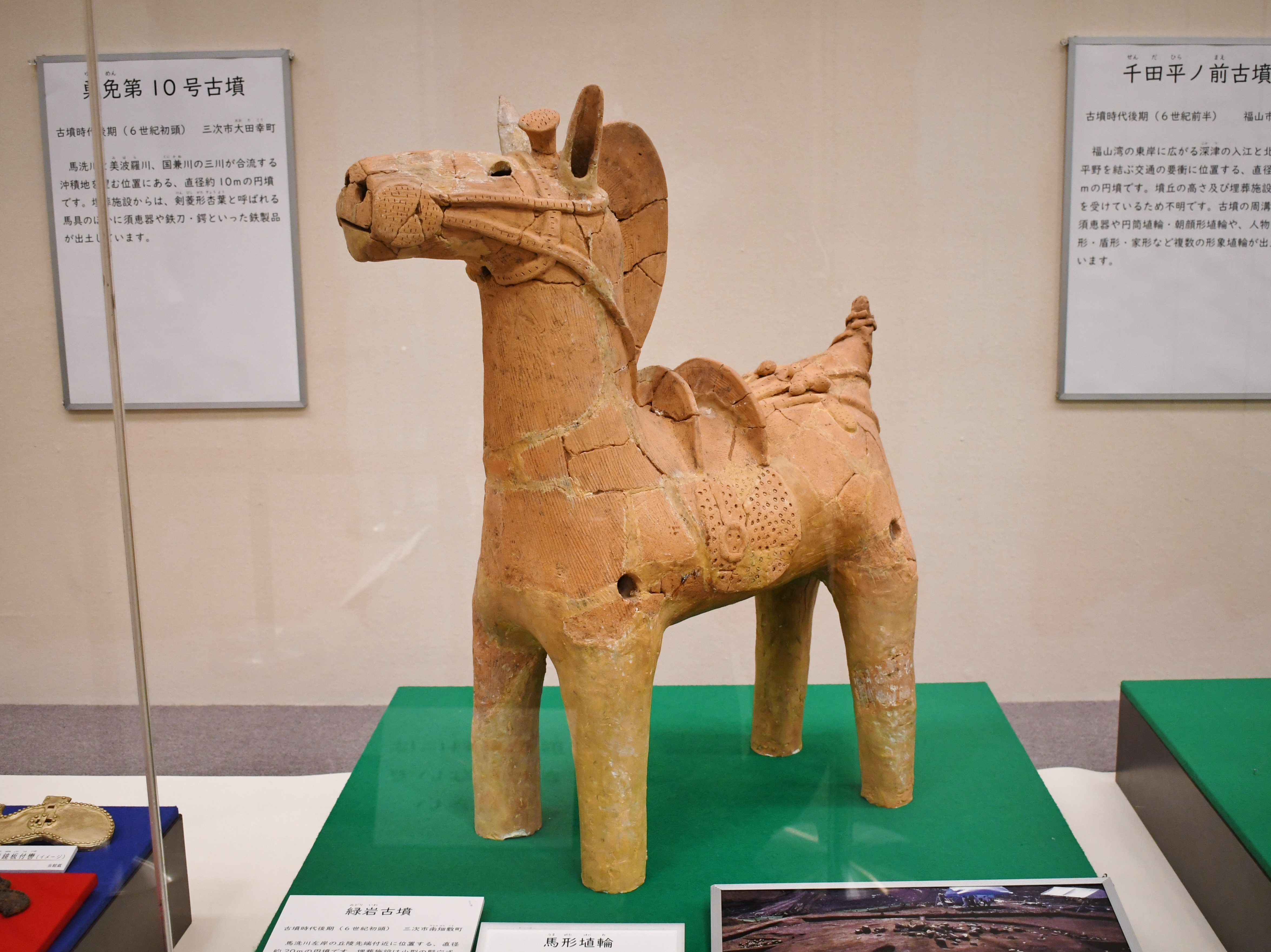
馬形埴輪「いななく馬」みよし風土記の丘ミュージアム企画展示時に撮影。

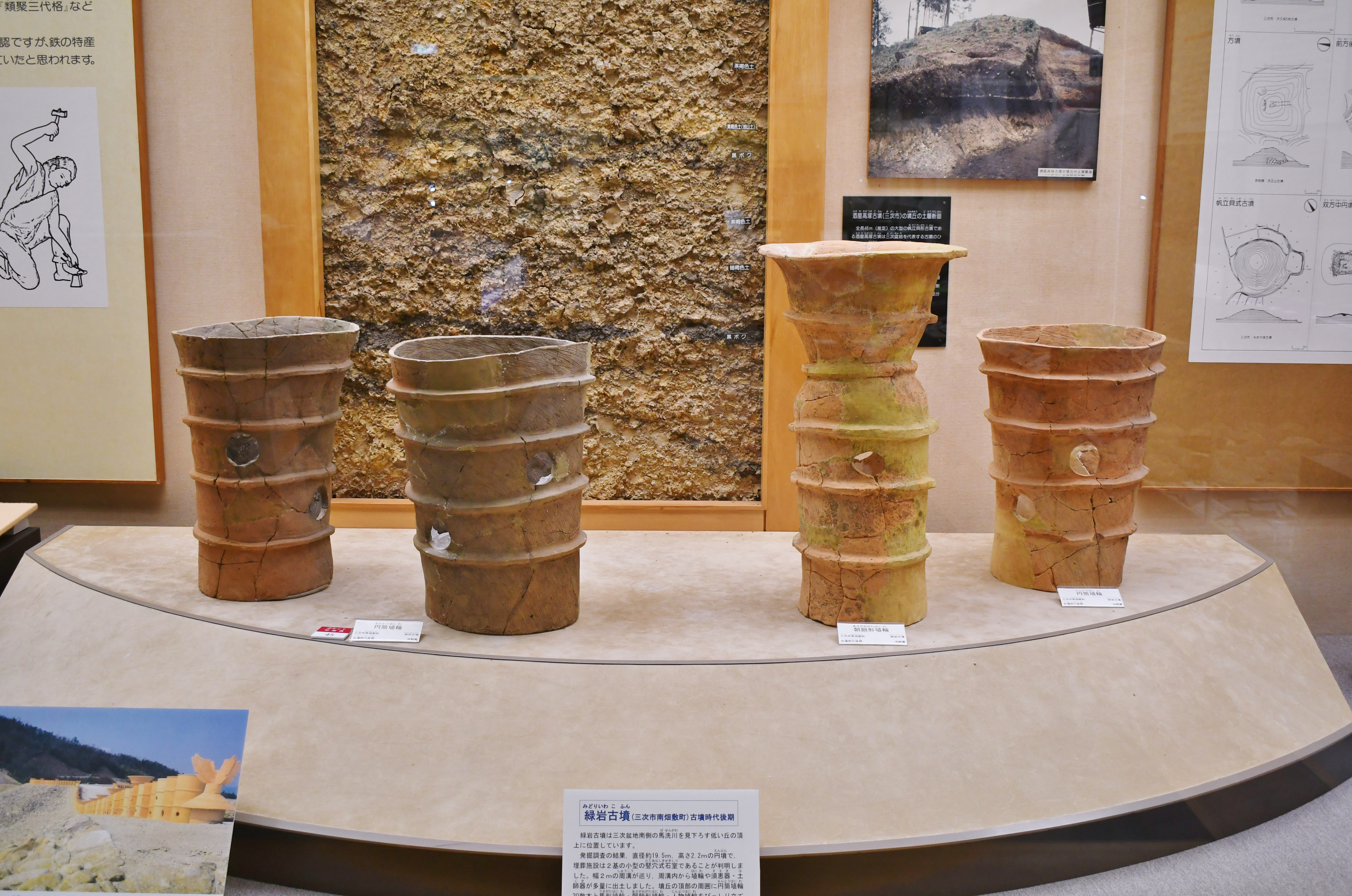
円筒埴輪・朝顔形埴輪みよし風土記の丘ミュージアム展示。

広島県北部、馬洗川の南側丘陵の先端部（標高約205メートル）に単独で築造された古墳である。1982年（昭和57年）に三次工業団地第2期造成工事に伴う発掘調査が実施されて失われている。
墳形は円形で、直径約19.5メートル・残存高さ約2.2メートルを測った。墳丘は、周溝掘削時の黒フク土・地山を版築状に盛ることで構築される。墳丘周囲には幅約2.5-3メートルの周溝が巡らされており、周溝内からは円筒埴輪・朝顔形埴輪・形象埴輪（人物・馬形埴輪）のほか、鉄器・須恵器・土師器・製塩土器が出土している。埴輪のうち、特に馬形埴輪は全体像のわかるもので、いななく姿から「いななく馬」とも呼ばれる。また周溝底の穴内には、須恵器の蓋坏12組を重ねて、そのうち1組にはカワニナが入れられており、葬送儀礼の一例として注目される。埋葬施設は破壊されているが2基が認められており、いずれも小型の竪穴式石室（竪穴式石槨）とみられる。副葬品は詳らかでない。築造時期は古墳時代後期の6世紀初頭頃と推定される。

## 関連施設
- みよし風土記の丘ミュージアム（広島県立歴史民俗資料館）（三次市小田幸町） - 緑岩古墳の埴輪を展示。